# Premna divaricata
Premna divaricata là một loài thực vật có hoa trong họ Hoa môi. Loài này được Wall. ex Schauer miêu tả khoa học đầu tiên năm 1847.